# Волковский сельсовет (Егорьевский район)
Волковский сельсовет — упразднённая административно-территориальная единица, существовавшая на территории Московской губернии и Московской области до 1959 года.
Волковский сельсовет был образован в первые годы советской власти. По данным 1923 года он входил в состав Раменской волости Егорьевского уезда Московской губернии.
По данным 1926 года сельсовет включал деревни Волково, Новопосёлки и Родионово.
В 1929 году Волковский с/с был отнесён к Егорьевскому району Орехово-Зуевского округа Московской области.
17 июля 1939 года к Волковскому с/с был присоединён Мелентьевский сельсовет (селения Гулынки, Жулёво и Мелентеево).
28 декабря 1951 года из Раменского с/с в Волковский было передано селение Натальино.
27 июня 1959 года Волковский с/с был упразднён. При этом его территория была передана в Раменский с/с.